# Giro de la Romagna
El Giro de la Romagna (oficialmente: Giro della Romagna) es una carrera ciclista italiana disputada en Romaña. 
Creada en 1910, desde la creación de los Circuitos Continentales UCI en 2005 forma parte del forma parte del UCI Europe Tour, dentro de la categoría 1.1. En 2011 se renombró por Giro della Romagna-Coppa Placci debido a la fusión de la desaparecida Coppa Placci con esta carrera. En 2012 la prueba dejó de celebrarse hasta su regreso al calendario en 2024.

## Palmarés
| Año                                                                  | Ganador                  | Segundo               | Tercero                 |
| -------------------------------------------------------------------- | ------------------------ | --------------------- | ----------------------- |
| 1910                                                                 | Jean-Baptiste Dortignacq | Mario Bruschera       | Henri Lignon            |
| 1911                                                                 | Giovanni Micheletto      | Pierino Albini        | Giovanni Rossignoli     |
| 1912                                                                 | Dario Beni               | Ugo Agostoni          | Pietro Aymo             |
| 1913                                                                 | Angelo Gremo             | Pierino Albini        | Ezio Corlaita           |
| 1914                                                                 | Giovanni Cervi           | Costante Girardengo   | Carlo Durando           |
| 1915-1920 ediciones no realizadas                                    |                          |                       |                         |
| 1921                                                                 | Giovanni Roncon          | Adriano Zanaga        | Franco Giorgetti        |
| 1922                                                                 | Costante Girardengo      | Gaetano Belloni       | Giovanni Brunero        |
| 1923                                                                 | Giovanni Brunero         | Pietro Linari         | Bartolomeo Aymo         |
| 1924                                                                 | Luigi Magnotti           | Nino Bregalanti       | Livio Cattel            |
| 1925                                                                 | Angelo Gremo             | Michele Gordini       | Giovanni Trentarossi    |
| 1926                                                                 | Costante Girardengo      | Pietro Linari         | Alfredo Binda           |
| 1927                                                                 | Allegro Grandi           | Paolo Zanetti         | Michele Gordini         |
| 1928                                                                 | Antonio Negrini          | Luigi Giacobbe        | Ermanno Vallazza        |
| 1929                                                                 | Alfredo Binda            | Luigi Giacobbe        | Antonio Negrini         |
| 1930                                                                 | Armando Zucchini         | Decimo Dall'Arsina    | Aleardo Simoni          |
| 1931                                                                 | Ettore Meini             | Armando Zucchini      | Remo Bertoni            |
| 1932-1933 ediciones no realizadas                                    |                          |                       |                         |
| 1934                                                                 | Aldo Canazza             | Antonio Sella         | Antonio Fraccaroli      |
| 1935                                                                 | Learco Guerra            | Gino Bartali          | Rinaldo Gerini          |
| 1936 edición no realizada                                            |                          |                       |                         |
| 1937                                                                 | Osvaldo Bailo            | Diego Marabelli       | Renato Scorticati       |
| 1938                                                                 | Pierino Favalli          | Enrico Mollo          | Nello Traggi            |
| 1939-1942 ediciones no realizadas debido a la Segunda Guerra Mundial |                          |                       |                         |
| 1943                                                                 | Mario Fazio              | Elio Bertocchi        | Andrea Giacometti       |
| 1944-1945 ediciones no realizadas                                    |                          |                       |                         |
| 1946                                                                 | Fausto Coppi             | Vito Ortelli          | Giovanni Destefanis     |
| 1947                                                                 | Fausto Coppi             | Gino Bartali          | Aldo Ronconi            |
| 1948                                                                 | Vito Ortelli             | Luciano Pezzi         | Italo De Zan            |
| 1949                                                                 | Fausto Coppi             | Fiorenzo Magni        | Aldo Ronconi            |
| 1950                                                                 | Livio Isotti             | Giorgio Albani        | Vito Ortelli            |
| 1951                                                                 | Fiorenzo Magni           | Fausto Coppi          | Antonio Bevilacqua      |
| 1952                                                                 | Luciano Maggini          | Tranquillo Scudellaro | Giuseppe Minardi        |
| 1953                                                                 | Giancarlo Astrua         | Rino Benedetti        | Danilo Barozzi          |
| 1954                                                                 | Giuseppe Minardi         | Fiorenzo Crippa       | Renato Ponzini          |
| 1955                                                                 | Fiorenzo Magni           | Fausto Coppi          | Mauro Gianneschi        |
| 1956                                                                 | Pierino Baffi            | Giuseppe Minardi      | Bruno Monti             |
| 1957                                                                 | Ercole Baldini           | Guido Boni            | Angelo Conterno         |
| 1958                                                                 | Carlo Zorzoli            | Italo Mazzacurati     | Alfredo Sabbadin        |
| 1959                                                                 | Silvano Ciampi           | Alfredo Sabbadin      | Arnaldo Pambianco       |
| 1960                                                                 | Giorgio Tinazzi          | Miguel Poblet         | Rino Benedetti          |
| 1961                                                                 | Adriano Zamboni          | Rino Benedetti        | Walter Martin           |
| 1962                                                                 | Diego Ronchini           | Marino Fontana        | Ercole Baldini          |
| 1963                                                                 | Bruno Mealli             | Pierino Baffi         | Marino Fontana          |
| 1964                                                                 | Adriano Durante          | Franco Bitossi        | Marcello Mugnaini       |
| 1965                                                                 | Dino Zandegù             | Arnaldo Pambianco     | Luciano Armani          |
| 1966                                                                 | Gianni Motta             | Dino Zandegù          | Vito Taccone            |
| 1967                                                                 | Bruno Mealli             | Franco Balmamion      | Giorgio Favaro          |
| 1968                                                                 | Felice Gimondi           | Vito Taccone          | Michele Dancelli        |
| 1969                                                                 | Dino Zandegù             | Gianni Motta          | Vito Taccone            |
| 1970                                                                 | Davide Boifava           | Roberto Poggiali      | Ole Ritter              |
| 1971                                                                 | Franco Bitossi           | Giancarlo Polidori    | Ole Ritter              |
| 1972                                                                 | Pietro Guerra            | Mauro Simonetti       | Wilmo Francioni         |
| 1973                                                                 | Wladimiro Panizza        | Michele Dancelli      | Martín Emilio Rodríguez |
| 1974                                                                 | Franco Bitossi           | Sigfrido Fontanelli   | Enrico Paolini          |
| 1975 edición no realizada                                            |                          |                       |                         |
| 1976                                                                 | Gianbattista Baronchelli | Walter Riccomi        | Gianni Di Lorenzo       |
| 1977                                                                 | Roberto Ceruti           | Luciano Borgognoni    | Renato Marchetti        |
| 1978                                                                 | Valerio Lualdi           | Clyde Sefton          | Roberto Visentini       |
| 1979                                                                 | Gianbattista Baronchelli | Valerio Lualdi        | Roberto Visentini       |
| 1980                                                                 | Pierino Gavazzi          | Ludo Peeters          | Vittorio Algeri         |
| 1981                                                                 | Giuseppe Saronni         | Francesco Moser       | Emanuele Bombini        |
| 1982                                                                 | Moreno Argentin          | Emanuele Bombini      | Alfio Vandi             |
| 1983                                                                 | Alfons De Wolf           | Sven-Åke Nilsson      | Palmiro Masciarelli     |
| 1984                                                                 | Pierino Gavazzi          | Giovanni Mantovani    | Leo Schönenberger       |
| 1985                                                                 | Claudio Corti            | Marino Amadori        | Fabrizio Vannucci       |
| 1986                                                                 | Lech Piasecki            | Leo Schönenberger     | Walter Magnago          |
| 1987                                                                 | Ezio Moroni              | Pierino Gavazzi       | Maurizio Fondriest      |
| 1988                                                                 | Stefan Joho              | Pierino Gavazzi       | Maurizio Fondriest      |
| 1989                                                                 | Maximilian Sciandri      | Giuseppe Saronni      | Rolf Sørensen           |
| 1990                                                                 | Maximilian Sciandri      | Fabrizio Fontanelli   | Stefano Giraldi         |
| 1991                                                                 | Franco Ballerini         | Bruno Cenghialta      | Antonio Fanelli         |
| 1992                                                                 | Beat Zberg               | Davide Rebellin       | Davide Cassani          |
| 1993                                                                 | Pascal Richard           | Marco Saligari        | Giorgio Furlan          |
| 1994                                                                 | Roberto Petito           | Piotr Ugriúmov        | Aleksandr Shefer        |
| 1995                                                                 | Davide Cassani           | Maurizio Fondriest    | Francesco Casagrande    |
| 1996                                                                 | Andrea Ferrigato         | Michele Bartoli       | Oscar Pelliccioli       |
| 1997                                                                 | Francesco Casagrande     | Roberto Caruso        | Carlo Finco             |
| 1998                                                                 | Michele Bartoli          | Germano Pierdomenico  | Stefano Cecchin         |
| 1999                                                                 | Roberto Conti            | Alekszandr Vinokurov  | Francesco Casagrande    |
| 2000                                                                 | Dmitri Konyschew         | Paolo Bettini         | Matteo Tosatto          |
| 2001                                                                 | Davide Rebellin          | Daniele Nardello      | Ruggero Borghi          |
| 2002                                                                 | Gianluca Bortolami       | Fabiano Fontanelli    | Mauro Radaelli          |
| 2003                                                                 | Fabio Sacchi             | Eddy Serri            | Eddy Ratti              |
| 2004                                                                 | Gianluca Bortolami       | Matteo Tosatto        | Fabian Wegmann          |
| 2005                                                                 | Danilo Napolitano        | Daniele Bennati       | Graeme Brown            |
| 2006                                                                 | Santo Anzà               | Niklas Axelsson       | Raffaele Ferrara        |
| 2007                                                                 | Eddy Serri               | Marco Marcato         | Luca Paolini            |
| 2008                                                                 | Enrico Gasparotto        | Francesco Reda        | Christian Pfannberger   |
| 2009                                                                 | Murilo Fischer           | Enrico Rossi          | Francesco Gavazzi       |
| 2010                                                                 | Patrick Sinkewitz        | Domenico Pozzovivo    | Giovanni Visconti       |
| 2011                                                                 | Oscar Gatto              | Simone Ponzi          | Enrico Battaglin        |
| 2012 edición no realizada                                            |                          |                       |                         |
| 2024                                                                 | António Morgado          | Joan Bou              | Mattia Bais             |
| 2013 edición no realizada                                            |                          |                       |                         |
| 2025                                                                 |                          |                       |                         |

## Palmarés por países
| País     | Victorias |
| -------- | --------- |
| Italia   | 77        |
| Suiza    | 3         |
| Francia  | 1         |
| Bélgica  | 1         |
| Polonia  | 1         |
| Rusia    | 1         |
| Brasil   | 1         |
| Alemania | 1         |
| Portugal | 1         |